# Урин, Дмитрий Эрихович
Дмитрий Эрихович Урин (при рождении Маркус Ерухимович Урин; 11 (24) февраля 1905, Екатеринослав — 19 декабря 1934, Москва) — русский советский писатель, журналист и драматург.

## Биография
Родился 11 февраля (по старому стилю) 1905 года в Екатеринославе в семье екатеринославских мещан — закройщика Ерухима Михелевича Урина (1863—?) и Грины Лейбовны Уриной (в девичестве Грамберг, 1865—?), заключивших брак там же 25 декабря 1888 года. Был младшим ребёнком в семье (все дети родились в Екатеринославе).
В 1920 году в подпольном комсомольском журнале «Молодой пролетарий» было напечатано дебютное стихотворение Урина за подписью «тов. Митя».
В 1921 году Урин служил в Малом театре ПУКВО реквизитором и учеником бутафора. В это же время он занимался и посещал студию Общества Работников Художественного Слова (ОРХУС).
В 1923 году «Пролетарская правда» напечатала несколько его стихотворений и рассказ. В том же году Урин устроился в комсомольскую газету «Молодой пролетарий». Сначала заведовал отделом «жизнь рабочей молодежи», позже был заведующим редакцией.
Осенью 1923 года Урин начал учиться и работать в театре-студии, которую организовали заведующий школой МХАТа К. И. Котлубай, артист И. П. Чужой и актёра Театра имени Вахтангова Ф. Тепнер и В. Куза. Это была сначала учебная организация, а потом театр.
В 1929 году Урин жил в Ленинграде, работал в газете «Смена» и издательстве «Прибой». Там же была напечатана его первая книга «Шпана». Несколько лет он руководил комсомольской литературной мастерской «Вагранка».
В 1930 году редакция журнала «Красная новь» и издательство «Земля и фабрика» отправили его с бригадой писателей на новостройки. Побывал на Сельмашстрое в Сталинграде, Челябинске, Свердловске, Магнитогорске, Златоусте, Нижнем Новгороде и Ярославле. Под руководством А. В. Луначарского собрал научный материал для памфлета «Газета будущего».
Урин написал пьесу «Разрушение», которая ставилась в Киевском драматическом театре и имела успех. Его позитивно оценил Исаак Бабель. Написал сценарии для фильмов «Чёрная кожа» (1931, режиссёр П. Коломойцев), «Последняя ночь» (или «Белая смерть», 1933—1935, соавтор сценария с режиссёром М. Капчинским, фильм был запрещён к показу).
Последние два года жизни Урин провёл в лечении врождённой сердечной болезни. Лечился в Киеве, Одессе, Москве. Дмитрий Урин умер 19 декабря 1934 года в Москве. Через два дня после его похорон в Доме литераторов состоялся вечер, на котором выступали Л. И. Славин, К. Я. Финн, В. П. Полонский. Похоронен в Киеве на Лукьяновском кладбище.
Единственной в советское время посмертной публикацией произведений Урина стал небольшой сборник шести рассказов, который вышел в Киеве в 1936 году. В 2007 году московское издательство «Водолей Publishers» опубликовало сборник повестей и рассказов Урина «Крылья в кармане».

## Семья
Брат — Давид Исаакович Давурин (при рождении Давид Ерухимович Урин; 22 августа 1891 — 1963), писатель и драматург. Сестра — Мария Исааковна Покрас (в девичестве Мина Ерухимовна Урина, 8 декабря 1896 — ?), жила в Ленинграде. У Дмитрия Урина были ещё две сестры — Йегудис (12 мая 1890 — ?) и Сара (2 июля 1895 — ?).
Жена — Суламифь Моисеевна Урина.